# Псевдокопуляція

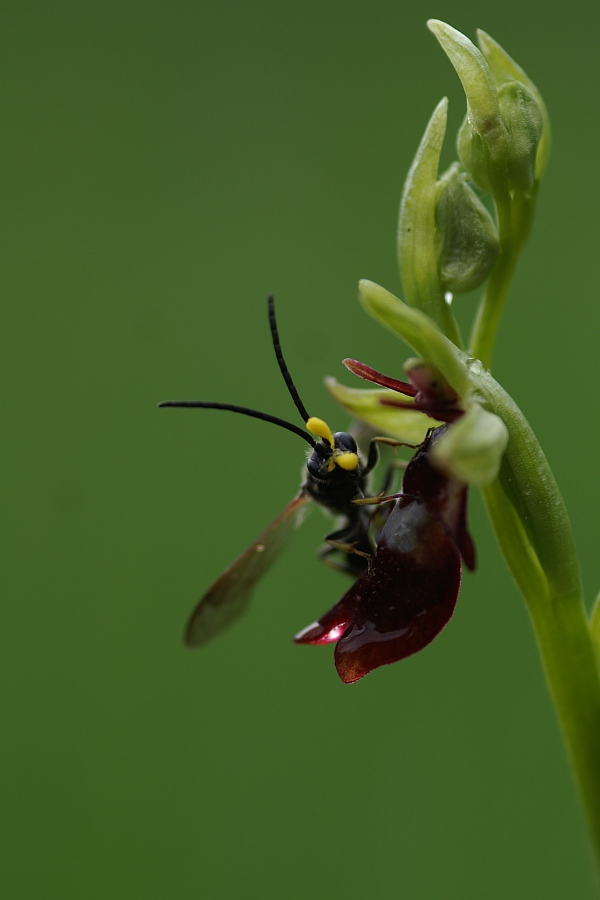
Комаха на квітці офрис комахоносної

Псевдокопуляція — імітація процесу спарювання між самцем деяких комах, привабленого квітками низки рослин (деякі орхідеї), і структурами, утвореними цими квітками, що нагадують «самку»,. Дане явище часто розглядають як приклад високоспеціалізованої ентомофілії.
Квітки орхідей роду офрис (Ophrys) (наприклад, офрис комахоносна, офрис бджолоносна) імітують зовнішній вигляд і запах незапліднених самок одиночних бджіл з роду Андрена (Andrena), залучаючи в якості запилювачів самців цих комах. Квітки мають деталі, що відзначають видову і статеву приналежність — т. зв. візуальні атрактанти, які служать для самців сигналом до початку залицяння. Також, щоб самець не розпізнав обман до того, як встигне запилити квітку, на пелюстках зазвичай є особливі вирости і ворсинки, що забезпечують імітацію тактильного контакту з тілом самки. Запах і форма цих квіток збуджують статеві інстинкти самців. Сідаючи на квітки, вони виробляють на них ті ж рухи, як і при цьому зляганні. Залишаючи квітка, самець-запильник несе на голівці поллінарій, залишаючи його на рильці іншої квітки і здійснюючи, таким чином, перехресне запилення. Після відвідин кількох квіток самці надалі ігнорують офриси, і тільки 10 % з них знову сідають на їх квіти. У 2009 році було доведено, що офриси виділяють аломони — особливу суміш органічних хімічних сполук алкенов і алканів, яка імітує запах феромонів самок комах, чим безпосередньо залучають самців.
Феромони, як правило, є видоспецифічними для кожного виду комах. Завдяки цій специфічності орхідеї, що відтворюють запах самок того чи іншого виду запилювачів, забезпечують репродуктивну ізоляцію від близьких видів орхідей. Слід зазначити, що в кольорах цих орхідей відсутній нектар, який міг би бути атрагентом для потенційних запилювачів.
Інша група орхідей, квітки яких запилюються шляхом псевдокопуляції самцями комах, поширена в Австралії. Тут зростають представники дев'яти різних родів, що мають подібні пристосування. Прикладом служить взаємини орхідеї Chiloglottis trapeziformis і оси Neozeleboria cryptoides.
Псевдокопуляцію виявлено також у мурах роду Myrmecia. Самці Myrmecia urens (у яких відсутня характерна для мурах антибіотична метаплевральна залоза) таким чином запилюють орхідею Leporella fimbriata''.

## Фототека

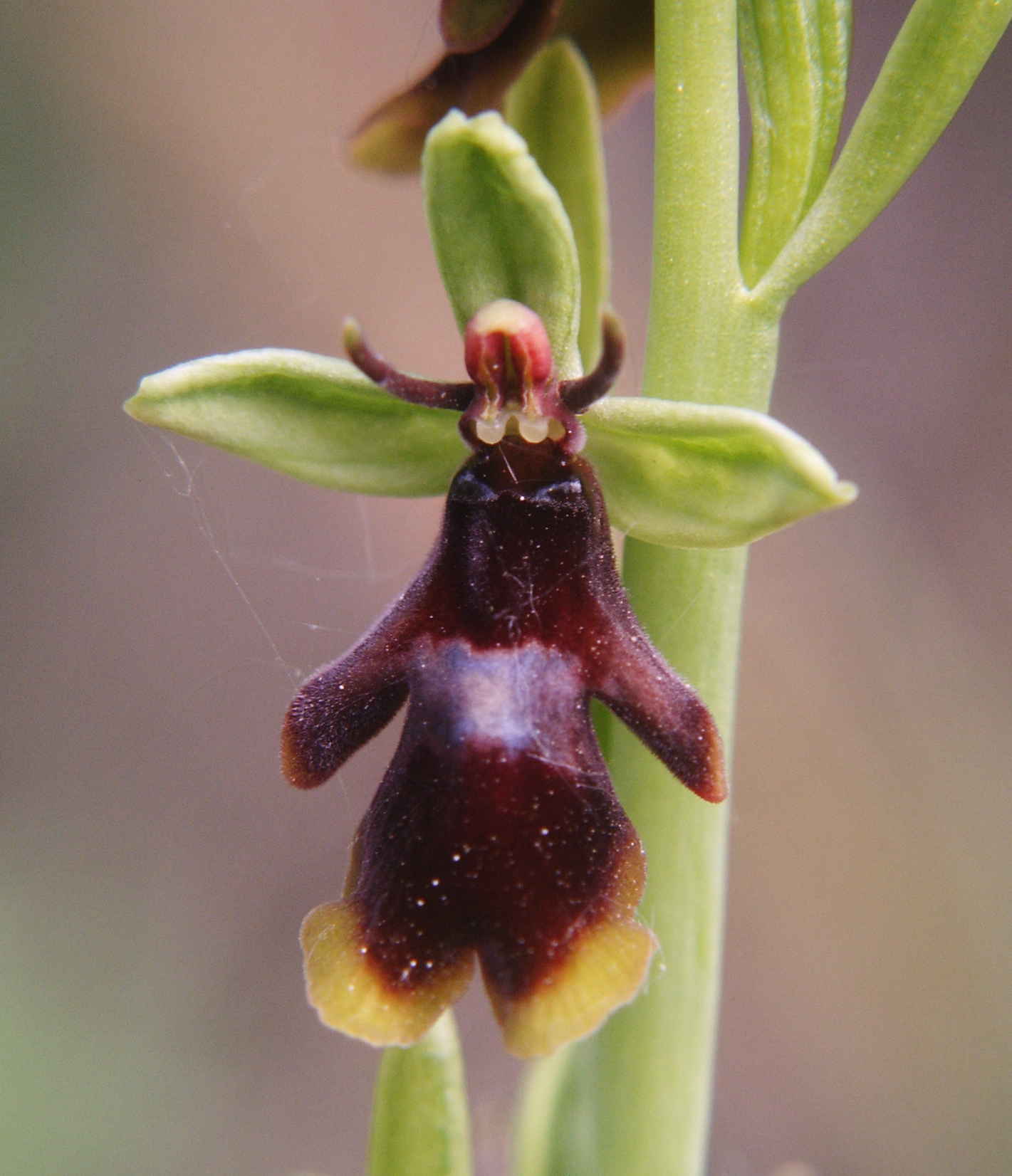
Офрис комахоносна
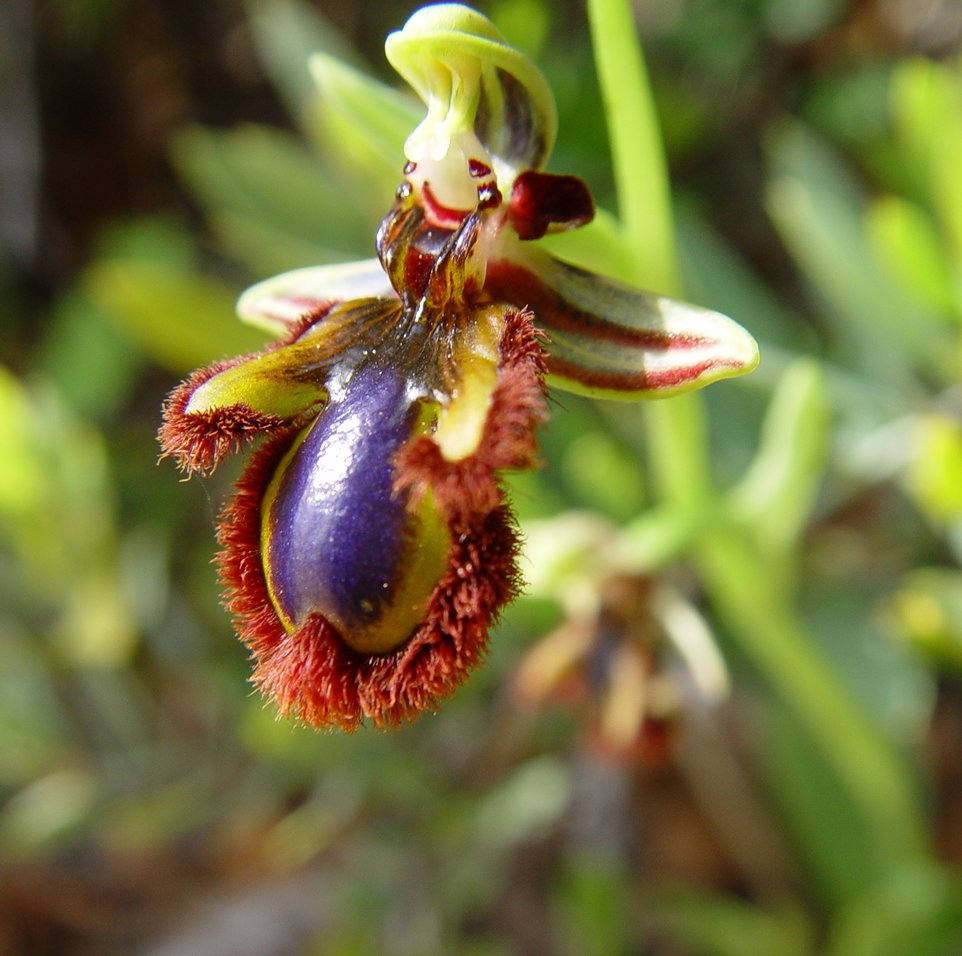
Ophrys speculum
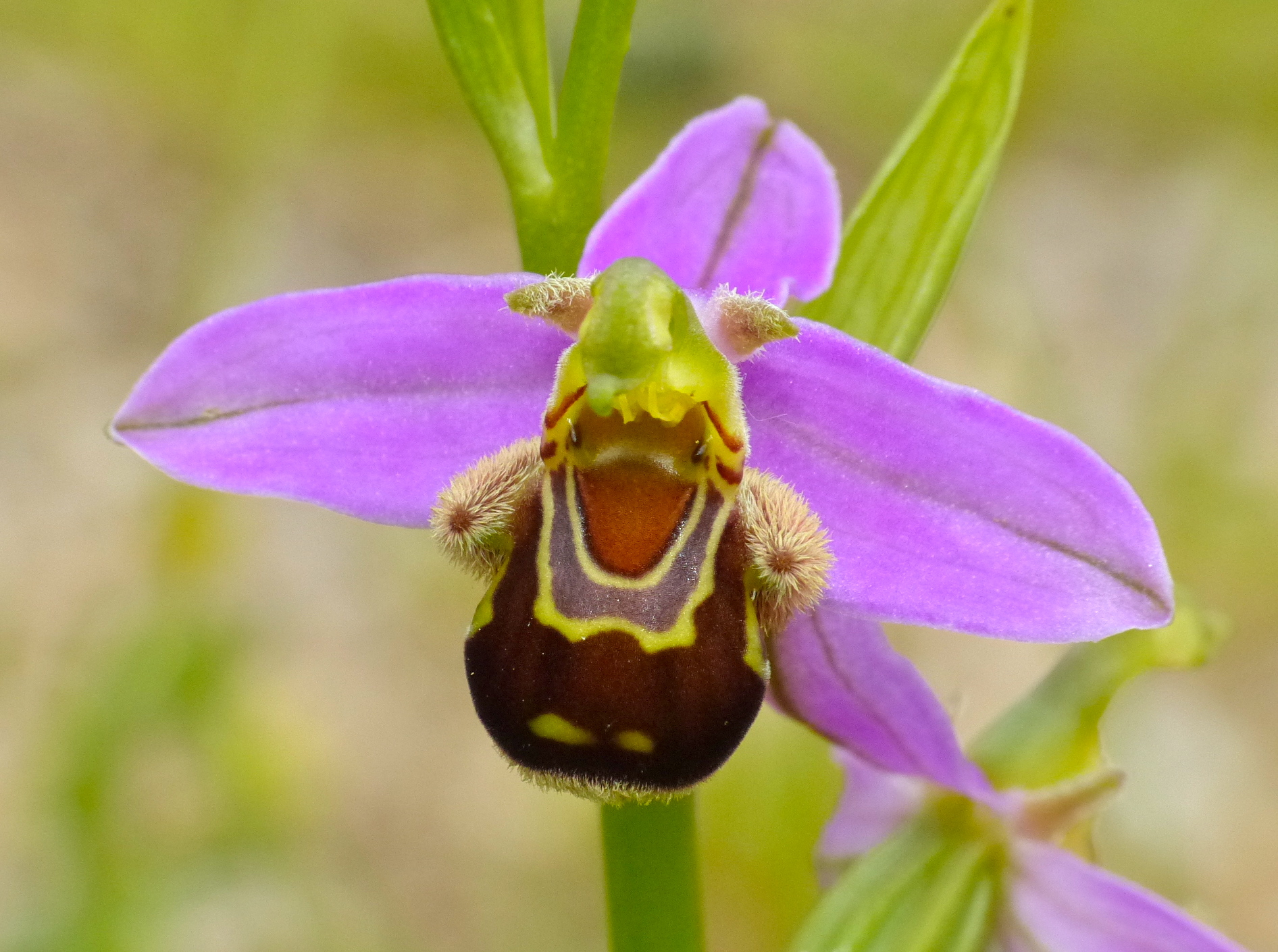
Офрис бджолоносна
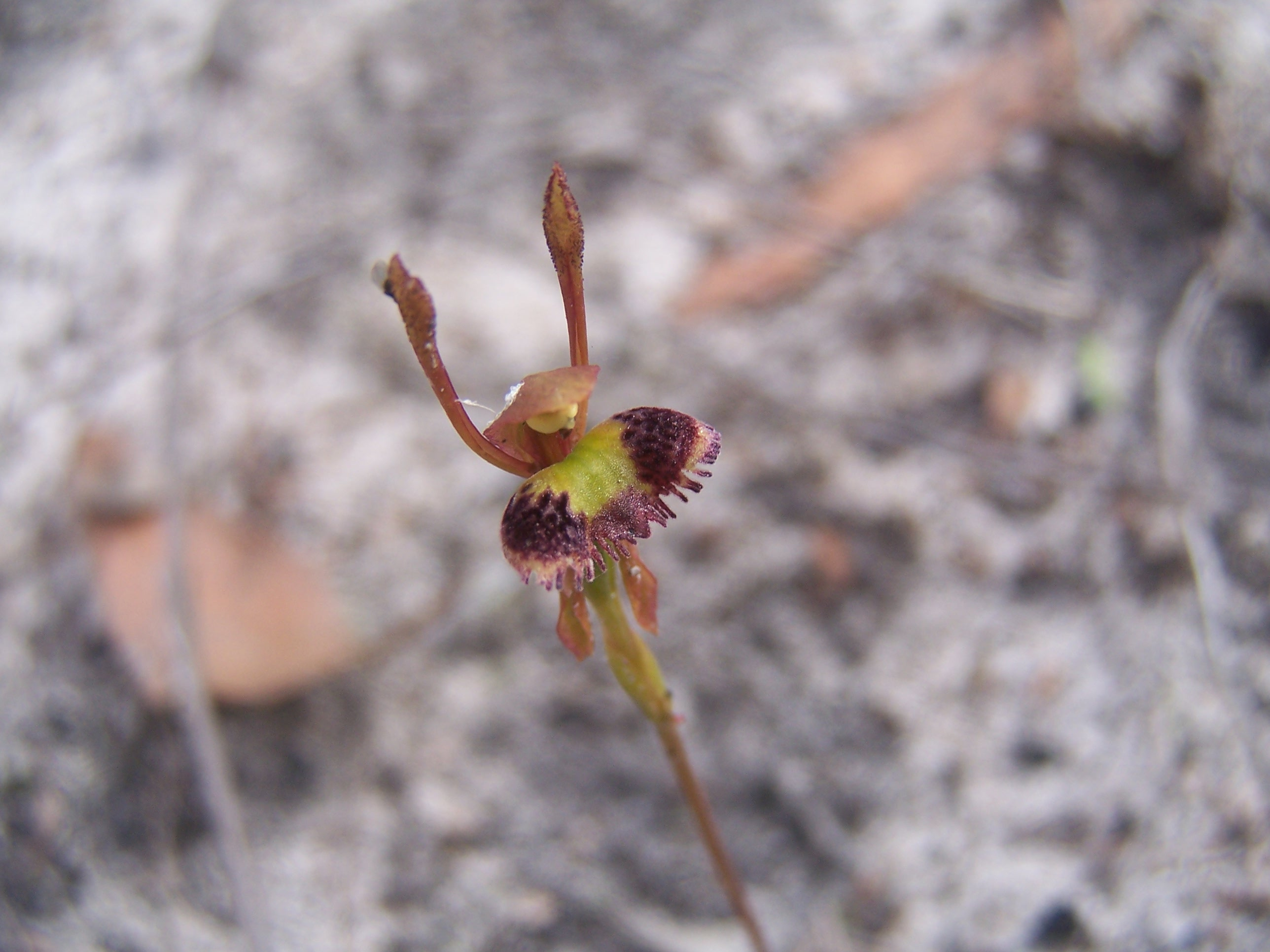
Leporella fimbriata